# يوري جاجارين
يوري ألكسيافيتش جاجارين (بالروسية:Юрий Алексеевич Гагарин) (9 مارس 1934 – 27 مارس 1968) طيار ورائد فضاء سوفيتي، يعتبر جاجارين أول إنسان يتمكن من الطيران إلى الفضاء الخارجي والدوارن حول الأرض في 12 أبريل 1961 على متن مركبة الفضاء السوفيتية فوستوك 1. ومن خلال تحقيق هذا الإنجاز الكبير للاتحاد السوفيتي وسط سباق الفضاء، أصبح من المشاهير الدوليين وحصل على العديد من الميداليات والألقاب، بما في ذلك أعلى وسام في البلاد: بطل الاتحاد السوفيتي.

## بداية حياته

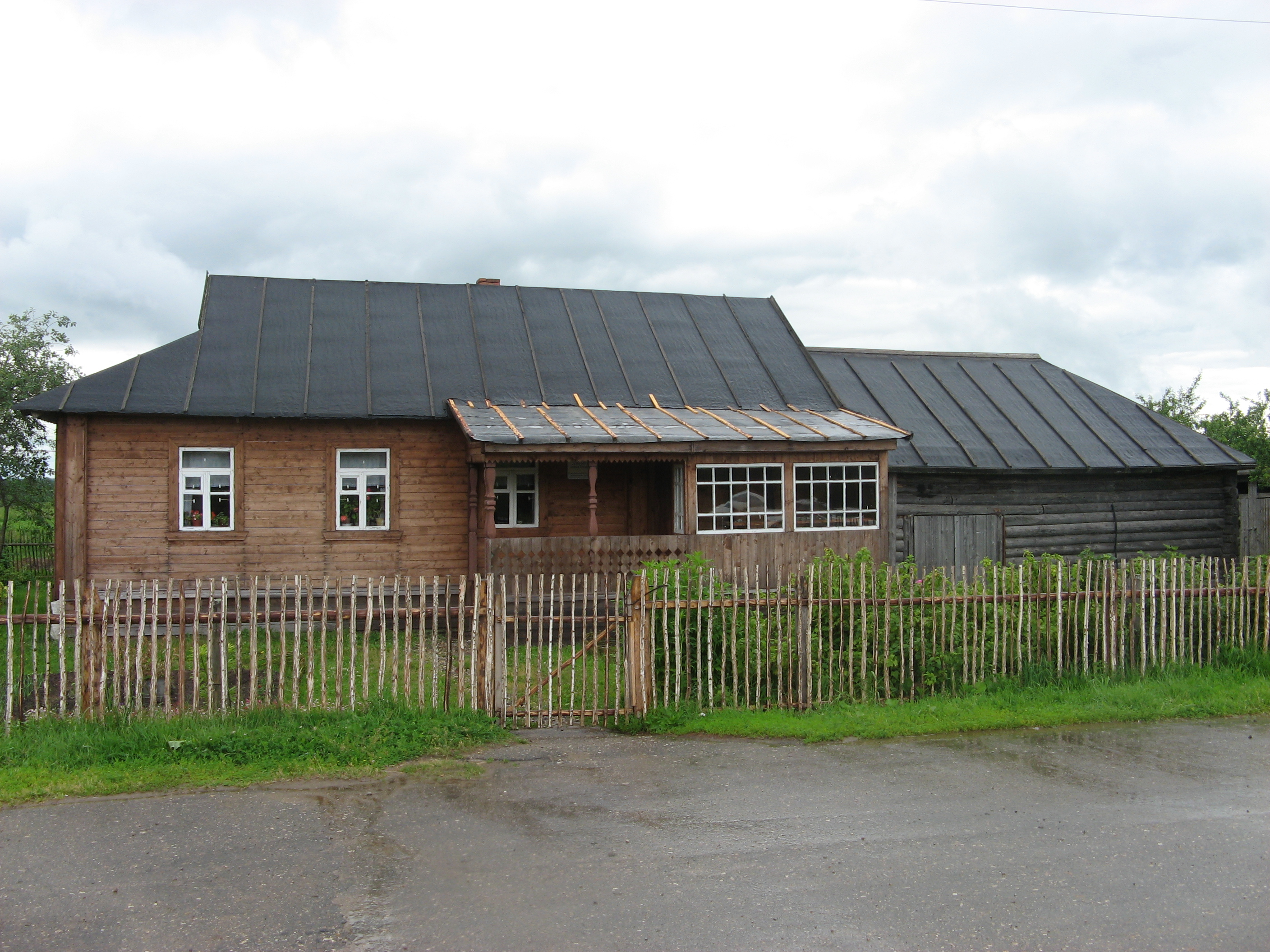
بيت عائلة جاجارين في كلوشينو.

ولد يوري جاجارين لأسرة فقيرة في كلوشينو بالقرب من غزاتسك منطقة غرب موسكو في روسيا، وقد تمت إعادة تسمية مسقط رأسه باسمه سنة 1968م تكريماً له. كان والده نجاراً، أما أمه فكانت مولعةً بالقراءة، ترتيبه بين إخوته الأربعة الثالث، أخته الكبرى كانت معنية بتربيته لغياب والديه معظم الوقت لكسب العيش.
كما الكثير من الأسر في الاتحاد السوفيتي عانت أسرته الأمرين خلال فترة الحرب العالمية الثانية وقد فقد شقيقيه أثناء الحرب حيث قام الألمان بأسرهم ولم يعودا حتى نهاية الحرب، لم يتردد أساتذته بوصفه بالذكي، المجتهد، المتفاني في عمله، ترك التحاق أستاذه لمادة الرياضيات بالقوة الجوية للجيش الأحمر أثراً بارزاً على يوري.

### تعليمه
في عام 1946، انتقلت العائلة إلى مدينة غزاتسك، حيث واصل غاغارين تعليمه. التحق يوري وشقيقه بوريس بمدرسة بدائية تم بناؤها في البلدة وكانت تديرها معلمة شابة تطوعت للتدريس. تعلم الأطفال القراءة باستخدام كتيب عسكري سوفيتي قديم. وانضم إليهم لاحقاً طيار سوفيتي سابق لتدريس الرياضيات والعلوم، التي كانت المواد المفضلة لدى يوري.
كان يوري أيضاً جزءاً من مجموعة أطفال قاموا ببناء نماذج طائرات. وقد أبدى افتتاناً بالطائرات منذ صغره، وتعمق هذا الاهتمام بعد تحطم طائرة مقاتلة من نوع ياكوفليف قرب قريته كلوشينو خلال الحرب العالمية الثانية.
في عام 1950م، عندما كان يبلغ من العمر 16 عامًا، بدأ جاجارين التدريب كعامل مسبك في مصنع للصلب بجانب دراسته، وبعد تخرجه تم اختياره لبرنامج تدريب في معهد التكنولوجيا في مدينة رستوف، خلال وجوده هناك التحق بنادي للطيران وتدرب على التحليق بالطائرات الخفيفة وبدأ اهتمامه بهذه الهواية الجديدة يزداد ويشغل معظم وقته حتى استطاع إتمام وإتقان فنون الطيران بشكل ممتاز مما شجعه على الالتحاق بالكلية الحربية للطيران في أورنبيرغ سنة 1955م بعد إتمامه لدراسته في سرتوف.
في الكلية الحربية قابل فالنتينا غوريشيفا وتزوجا سنة 1957م، وبعد تلقيه التدريب الكافي على طائرة ميغ-15 تم تعيينه في قاعدة جوية بالقرب من الحدود النرويجية في إقليم مورمانسك.

### عمله في برنامج الفضاء السوفيتي
في عام 1960م بدأ العاملون على برنامج الفضاء السوفيتي بعمليات بحث دقيقة للعثور على الأشخاص المناسبين من أجل تدريبهم وتجهيزهم للمهمه المرتقبة التي ستحدث تغير كبير على الساحة الدولية، فنجاح الاتحاد السوفيتي في برنامجهم لاستكشاف الفضاء يعني أنهم قد سبقوا الولايات المتحدة في أبحاث الفضاء خاصةً وأن تلك الفترة كانت تمثل تنافسا لامحدود بين القوتين العظمتين في ذلك الوقت في جميع المجالات والأصعدة، وقع الاختيار على عشرين شخص من بينهم يوري وقد أخضع العشرين لشتى أنواع الاختبارات الجسدية والنفسية القاسية لضمان نجاح المهمة، كان على القائمين في البرنامج السوفيتي أن يختاروا أحد الاسمين يوري جاجارين أو جيرمان تيتوف ليكون أول شخص يرسل للفضاء ووقع الاختيار على قصير القامة يوري جاجارين لكونه الأكثر تميزاً أثناء التدريبات والاختيارات بالإضافة لتمتعه بشخصية لطيفة وبسيطة.

### يوري في الفضاء
في الثاني عشر من أبريل 1961 أصبح يوري أول رائد فضاء يرى الأرض من الفضاء الخارجي على متن فوستوك 1 وأثناء وجوده في الفضاء تمت ترقيته من مساعد أول إلى رائد.
أسرع الزعيم السوفييثي نيكيتا خروتشوف إلى جعل يوري بطلاً قومياً مما زاد من شهرة يوري أكثر فأكثر، أعجب خروتشوف بالإنجاز غير المسبوق والنجاح الباهر لبرنامج الفضاء السوفيتي وأمر بزيادة الإنفاق لتطوير ترسانة الصواريخ السوفيتية على حساب الأسلحة التقليدية مما أثار سخط المؤسسة العسكرية وكان أحد أهم الأسباب التي أودت بخروتشوف سياسياً.

### بعد عودته إلى الأرض
أصبح يوري بعد عودته إلى الأرض أحد أهم المشاهير وراح يجول العالم في حملة إعلانية للاتحاد السوفيتي، أبدى أداءًا جيداً جدا بتعامله مع الشهرة. انتُخب نائباً في المجلس السوفيتي الأعلى إلى أن عاد مجدداً إلى ستار سيتي الروسية ليساعد في تصميم مركبة فضائية قابلة للاستعمال لأكثر من مرة، وفي عام 1967 كان هناك عندما فشلت كبسولة الفضاء سويوز وعلى متنها الرائد السوفيتي فلاديمير كوماروف من دخول الغلاف الجوي.

### وفاته
وفقاً لطبيعة منصبه الجديد كنائب لمدير التدريب في ستار سيتي كان على يوري أن يقوم بالطيران مجدداُ على متن ميج-15 ليمنح أهلية الطيران مرةً أخرى، وفي السابع والعشرين من مارس 1968 وأثناء قيامه بطلعة تدريب روتينية بالقرب من كيرزاتش. تحطمت طائرة يوري نتيجةٍ لخللٍ لم يعرف سببه مما أودى بحياته وحياة المدرب الذي كان برفقته. يذكر أن اسمه تم وضعه على لوحة رائد الفضاء الفقيد فوق سطح القمر تخليدا لإسهاماته وكل من فقدوا في سبيل أبحاث الفضاء.

## صور

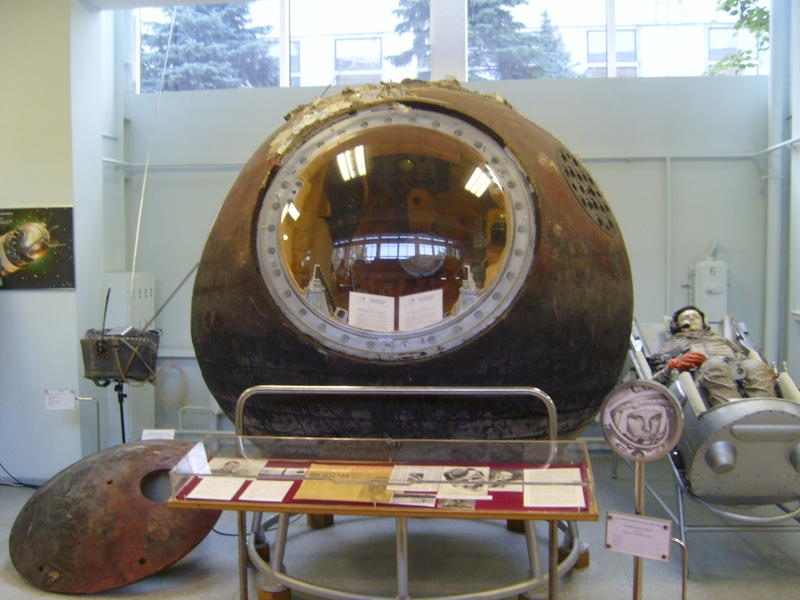
فوستوك وهي الكبسولة التي استخدمها يوري جاجارين في أول رحلة له في الفضاء وهي الآن في متحف خارج موسكو.
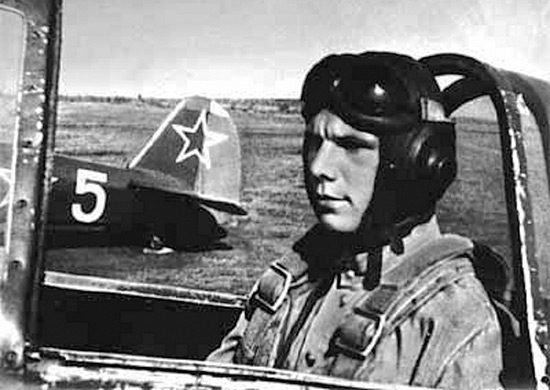
يوري يتمرن كطالب عسكري.
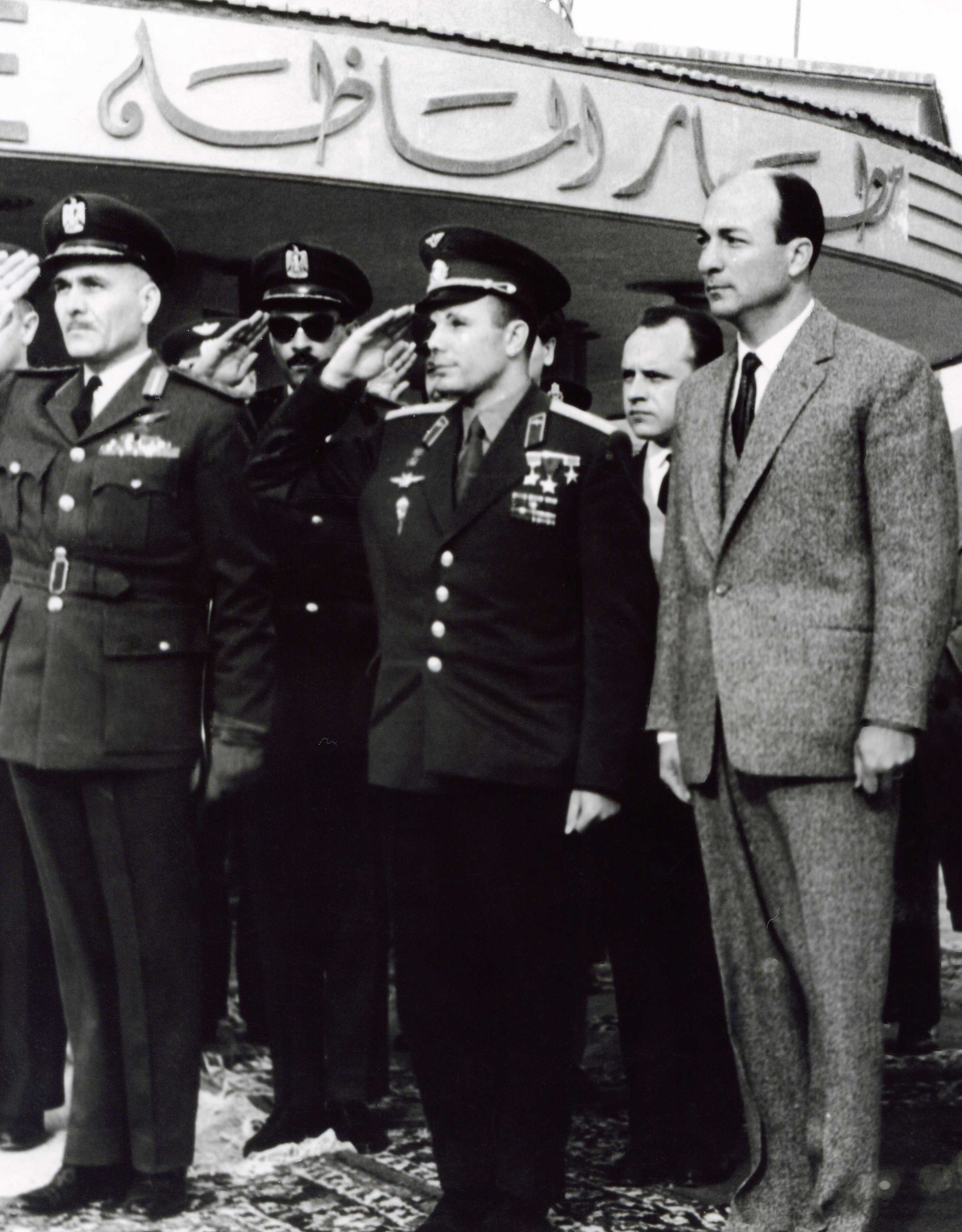
يوري جاجارين، زكريا محيي الدين في مطار ألماظة.
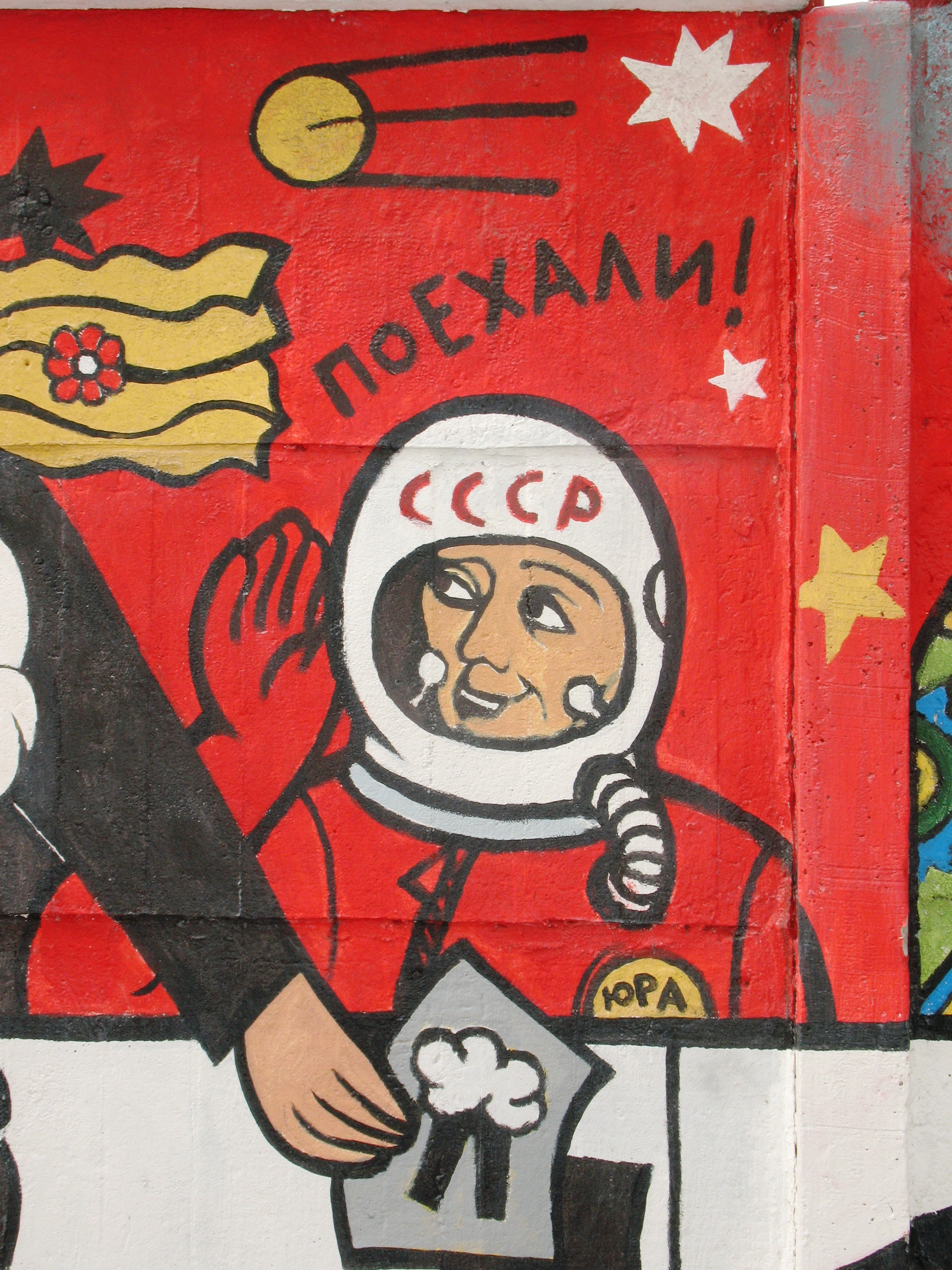
Graffiti, 2008
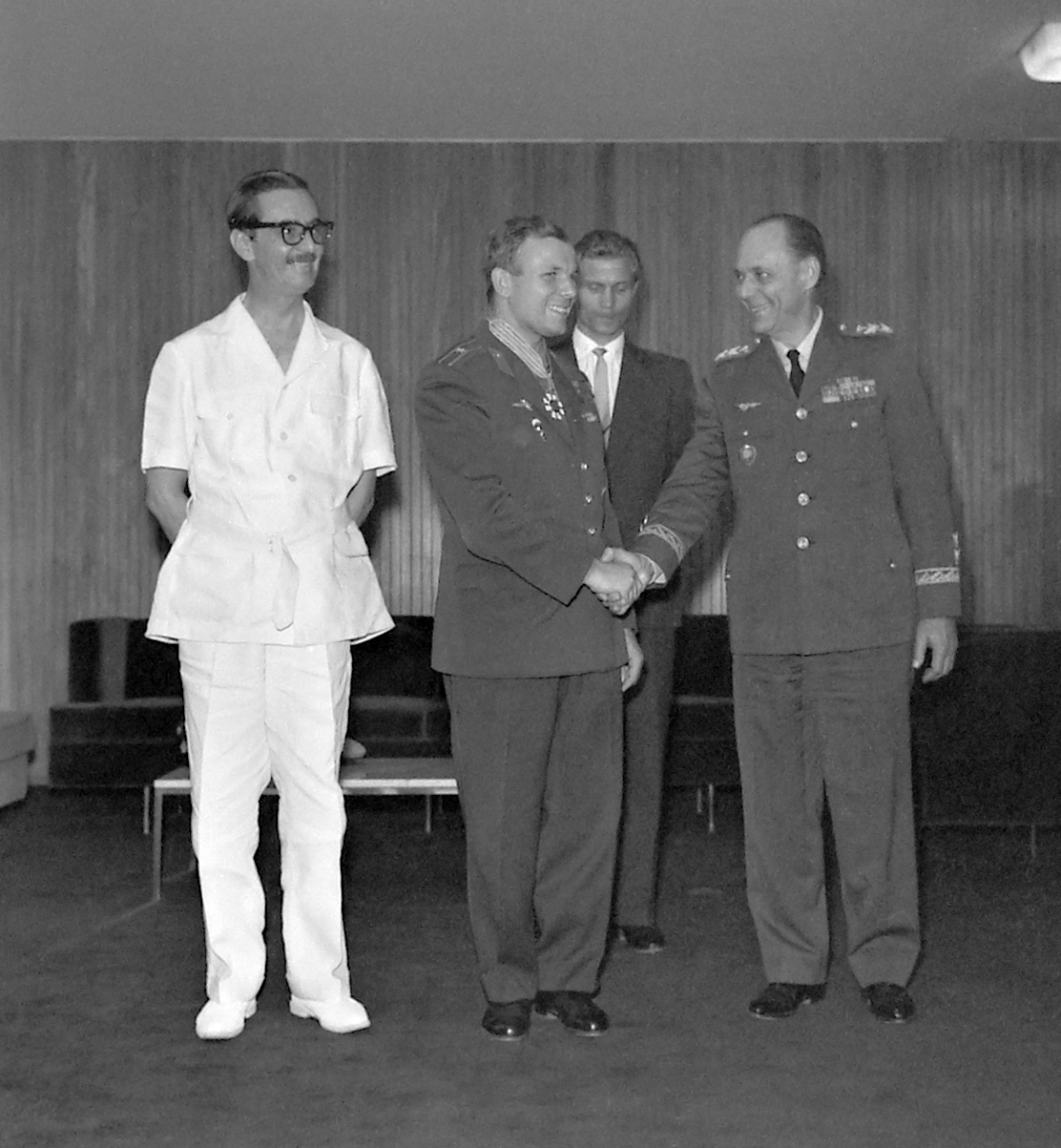
يزين الرئيس البرازيلي جانيو كوادروس غاغارين ، 1961م.
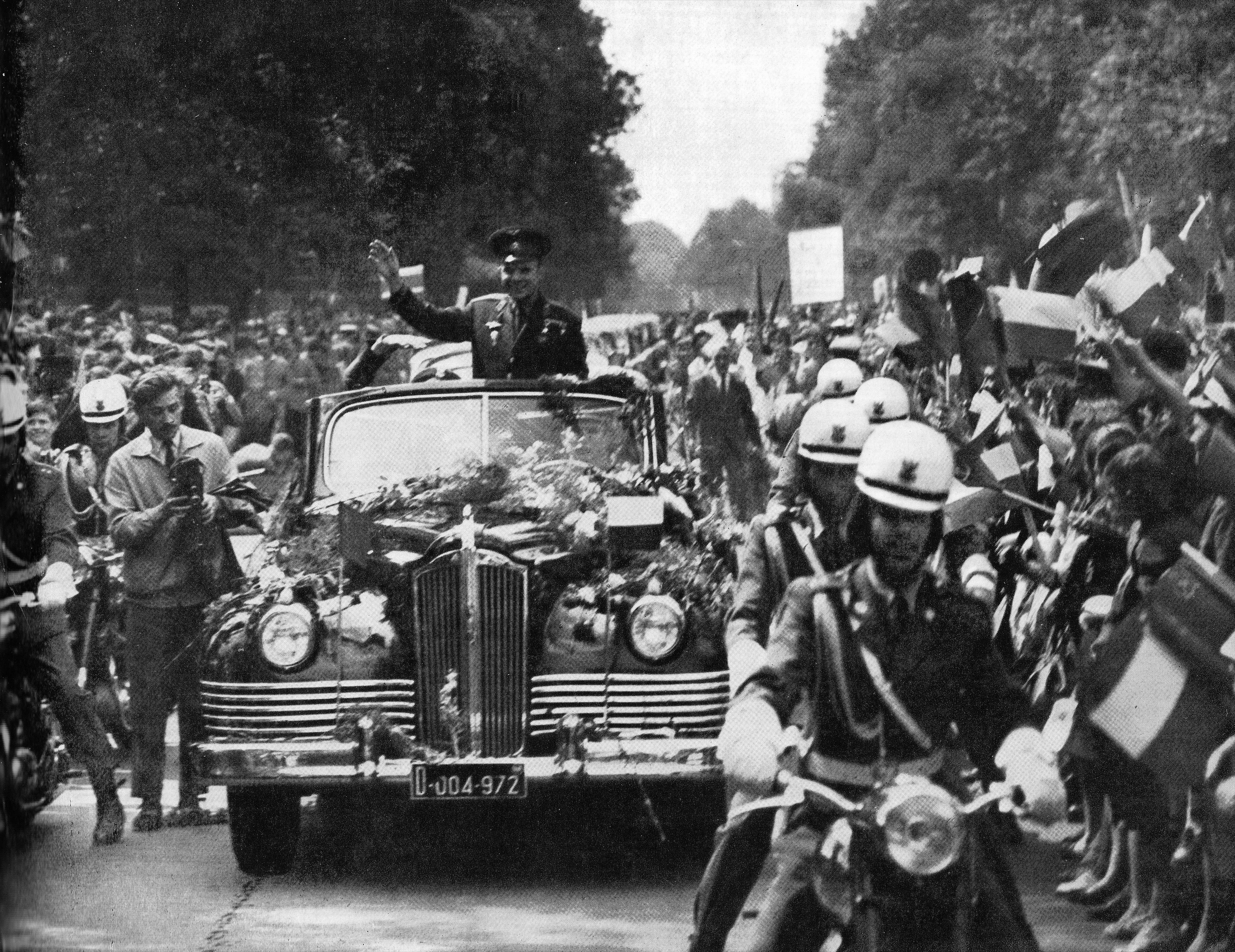
يوري غاغرين في وارسو (عاصمة بولندا)
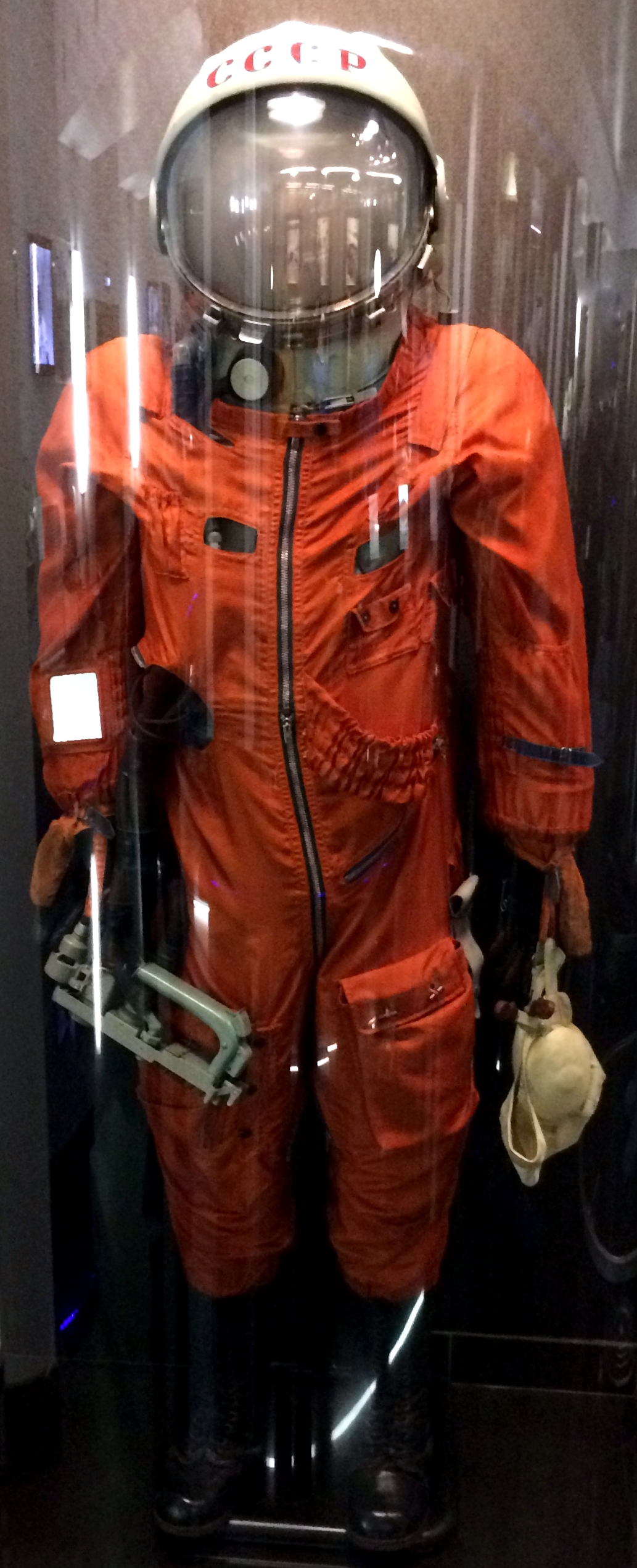
بذلة فضاء يوري.
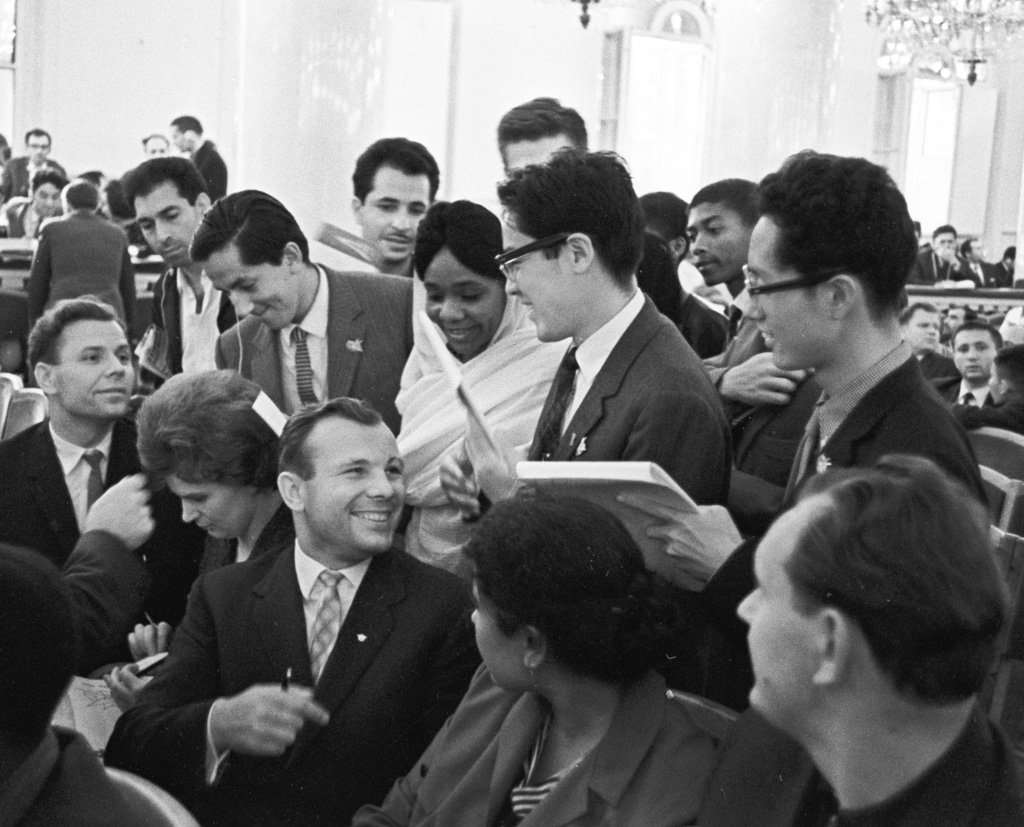
يوري وفالنتينا تيريشكوفا (تجلس على يمينه) يوقعان على التذكارات في منتدى للشباب عام 1964م.
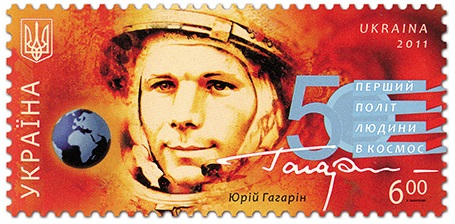
طابع بريدي بمناسبة الذكرى الخمسين. أوكرانيا، 2011م.

## وصلات خارجية
- يوري جاجارين على موقع IMDb (الإنجليزية)
- يوري جاجارين على موقع الموسوعة البريطانية (الإنجليزية)
- يوري جاجارين على موقع مونزينجر (الألمانية)
- يوري جاجارين على موقع ميوزك برينز (الإنجليزية)
- يوري جاجارين على موقع إن إن دي بي (الإنجليزية)
- يوري جاجارين على موقع ديسكوغز (الإنجليزية)
- يوري جاجارين على موقع قاعدة بيانات الفيلم (الإنجليزية)

لا توجد روابط لمواقع التواصل الاجتماعي.